# Dungeons & Dragons: Złodziejski honor
Dungeons & Dragons: Złodziejski honor (oryg. Dungeons & Dragons: Honor Among Thieves) – komedia przygodowa fantasy w reżyserii Johna Francisa Daleya i Jonathana Goldsteina. Akcja filmu koncentruje się wokół grupy poszukiwaczy przygód i toczy w Zapomnianych Krainach.

## Fabuła
Bard Edgin i jego przyjaciółka Holga trafili do więzienia po nieudanym skoku. Uciekają stamtąd po dwóch latach i udają się do dawnego współpracownika, Forge'a, który opiekował się córką barda. Okazuje się, że stary znajomy zyskał w międzyczasie władzę w Neverwinter i współpracuje z Czerwonymi Magami z Thay, którzy mają bardzo niebezpieczne plany.

## Obsada
Źródła:
- Chris Pine jako Edgin Darvis, bard
- Michelle Rodriguez jako Holga Kilgore, barbarzynka
- Regé-Jean Page jako Xenk Yendar, paladyn
- Justice Smith jako Simon Aumar, zaklinacz
- Sophia Lillis jako Doric, druidka
- Hugh Grant jako Forge Fitzwilliam, łotrzyk
- Chloe Coleman jako Kira, córka Edgina
- Daisy Head jako Sofina
- Jason Wong jako Dralas

## Produkcja
Zdjęcia do filmu kręcono na Islandii i w Irlandii Północnej od kwietnia do sierpnia 2021 roku.

## Premiera
Złodziejski honor miał światową premierę 10 marca 2023, na festiwalu South by Southwest (SXSW), trzy tygodnie później został udostępniony szerszej publiczności w USA. W Polsce pojawił się 14 kwietnia 2023.

## Odbiór

### Box office
Przy budżecie szacowanym na 150 milionów dolarów, Złodziejski honor zarobił w weekend otwarcia 71,5 mln USD, w tym 38,5 mln dolarów w USA i Kanadzie. Później przychód z biletów sprzedanych w USA i Kanadzie (domestic box office) wzrósł do ponad 93 mln, a w innych krajach do blisko stu piętnastu, dając łącznie ponad 208 mln USD, co przy tym budżecie jest jednak złym wynikiem finansowym.

### Reakcja krytyków
Film spotkał się z pozytywną reakcją krytyków. W agregatorze recenzji Rotten Tomatoes 91% ze 311 recenzji uznano za pozytywne, a średnia ocen wystawionych na ich podstawie wyniosła 7,4 na 10. Z kolei w agregatorze Metacritic średnia ważona ocen z 57 recenzji wyniosła 72 punkty na 100.